# Isztambuli egyezmény
Az Európa Tanács Egyezménye a nők elleni és a családon belüli erőszak megelőzéséről és felszámolásáról, közismert nevén az isztambuli egyezmény az Európa Tanács által megalkotott átfogó nemzetközi egyezmény a nők elleni erőszakkal és családon belüli erőszakkal szemben. 2011. május 11-én, Isztambulban nyitották meg az egyezményhez való csatlakozás lehetőségét. Az egyezmény célja az erőszak megelőzése, az áldozatok védelme és „az elkövetők büntetlenségének megszüntetése”. 2019. márciusáig 46 ország és az Európai Unió írta alá a konvenciót. 2012. március 12-én Törökország elsőként ratifikálta, amit 2013-2019 között 33 ország követett (Albánia, Andorra, Ausztria, Belgium, Bosznia-Hercegovina, Ciprus, Dánia, Észak-Macedónia , Észtország, Finnország, Franciaország, Görögország, Grúzia, Hollandia, Horvátország, Izland, Írország, Lengyelország, Luxemburg, Málta, Monaco, Montenegro, Németország, Norvégia, Olaszország, Portugália, Románia, San-Marino, Spanyolország, Svájc, Svédország, Szerbia, Szlovénia). Az egyezmény 2014. augusztus 1-jén lépett életbe. Magyarország parlamentje 2020 májusában elfogadott egy nyilatkozatot, amely elutasítja a ratifikációt.

Az egyezményt már ratifikáló (kék) és csak aláíró (piros) országok

## Jelentősége
Ez az első nemzetközi egyezmény, amely tartalmazza a nemek definícióját, figyelembe véve a biológiai nemen kívül a társadalmi nem kategóriáját, amely a nőkhöz és a férfiakhoz sajátos szerepeket és viselkedésformákat társít (bizonyos szerepek és viselkedésformák hozzájárulhatnak a nők elleni erőszak elfogadhatóvá tételéhez). Az egyezmény úttörő módon megállapít egy sor bűncselekményt, köztük a nők nemi szervének megcsonkítását, a kényszerházasságot, a fenyegető zaklatást, a kényszerabortuszt és a kényszersterilizálást. Ez azt jelenti, hogy az államoknak fontos, korábban a jogszabályokban nem szereplő bűncselekményi formákat kell megállapítaniuk. Sürgeti az összes illetékes állami szerv és szolgálat bevonását annak érdekében, hogy a nők elleni erőszak és a családon belüli erőszak ellen összehangolt módon lépjenek fel.
Azt az egyértelmű üzenetet közvetíti, hogy a nők elleni erőszak és a családon belüli erőszak nem magánügy. Éppen ellenkezőleg: a családon belül elkövetett büncselekmények különösen traumatizáló hatásának a kiemelése érdekében súlyosabb büntetést lehet kiszabni az elkövetőre akkor, ha az áldozat házastárs, élettárs vagy családtag.

## Története
Az 1990-es évek óta az Európa Tanács aktív szószólója a nők és lányok társadalmi nemükön alapuló erőszak elleni védelmének, melynek érdekében megalkotta (2002)5 számú Ajánlását a nők erőszak elleni védelméről, 2006-2008-ban pedig egész Európára kiterjedő kampányt folytatott a nők erőszak elleni védelme érdekében, beleértve a családon belüli erőszakot is.
Az Európa Tanács Parlamenti Közgyűlése szintén szilárd politikai állásfoglalást tett a nők elleni erőszak minden formájával szemben. Határozatokat és ajánlásokat fogadott el jogilag kötelező érvényű normák létrehozására, melyek védelmet nyújtanak a nemi alapon elkövetett erőszak legsúlyosabb és legelterjedtebb formáival szemben és üldözni rendelik azokat.
A tagállami szintű jelentések, tanulmányok és felmérések feltárták a probléma nagyságrendjét az európai országokban. A kampány megmutatta, hogy nagy különbségek vannak az egyes országok a nők elleni erőszakra és a családon belüli erőszakra adott válaszai között. Így nyilvánvalóvá vált, hogy harmonizált jogi normákat kell létrehozni, annak biztosítására, hogy az áldozatok bárhol Európában ugyanolyan szintű védelmet élvezhessenek.
Az Európa Tanács tagállamainak igazságügy-miniszterei tárgyalásokat kezdtek a családon belüli, különösen a párkapcsolati erőszakkal szembeni védelem fokozásának lehetőségeiről. Az Európa Tanács úgy döntött, hogy átfogó normákat szükséges felállítani a nők elleni és a családon belüli erőszak megelőzése és leküzdése érdekében. 2008 decemberében az Európa Tanács Miniszteri Bizottsága szakértői csoportot állított fel, hogy az említett területen egyezmény-tervezetet dolgozzon ki. Mindössze két év alatt a csoportnak, ami a CAHVIO (Ad Hoc Committee for preventing and combating violence against women and domestic violence) nevet kapta sikerült elkészítenie a tervezetet. Az egyezmény szövegezésének késői fázisában az Egyesült Királyság, Olaszország, Oroszország és az Apostoli Szentszék számos módosítást javasolt, melyek felpuhították volna az egyezmény által előírt kötelezettségeket. Ezeket a módosításokat az Amnesty International kritizálta. Az egyezmény szövegének végső változata 2010 decemberében jött létre.

## Elfogadás, aláírás és ratifikálás
Az egyezményt 2011. április 7-én fogadta el az Európa Tanács Miniszteri Bizottsága. 2011. május 11-én, a Miniszteri Bizottság 121. ülésén, Isztambulban nyitották meg aláírásra. Hatályba lépéséhez 10 állam ratifikálására volt szükség, melyek közül nyolcnak az Európa Tanács tagállamának kellett lennie. 2014 áprilisáig az egyezményt 33 ország írta alá, amit a minimum 8 ET-ország általi ratifikálás követte: Albánia, Ausztria, Bosznia-Hercegovina, Montenegró, Olaszország, Portugália, Szerbia és Törökország. 2014 folyamán ratifikálta még az egyezményt Andorra, Dánia, Franciaország, Málta, Monaco, Spanyolország és Svédország, majd 2015-ben Szlovénia, Finnország és Lengyelország. 2016-ban ratifikálta Belgium, Hollandia és Románia, 2017-ben Észtország, Németország és Norvégia, 2018-ban Horvátország, Görögország, Izland és Svájc. Az Európai Unió tagjai közül 2019-ben még nem ratifikálta Bulgária, Csehország, Lettország, Litvánia, Magyarország, Szlovákia és – az Unióból azóta kilépett – Egyesült Királyság.
Az Európai Unió ratifikálta az egyezményt és 2023. június 28-án letétbe helyezte a ratifikálásról szóló okiratot.  A egyezményt ratifikáló országok számára az egyezmény hatályba lépésével törvényi kötelezettség annak rendelkezéseinek betartása.

### Magyarországon
Magyarország 2014. március 14-én írta alá az isztambuli egyezményt. 
Egy évvel később az Országgyűlés 42 igen, 129 nem szavazattal és 22 tartózkodás mellett elutasította Szelényi Zsuzsanna (Együtt, a parlamentben független) és még 35 szocialista és LMP-s képviselő az isztambuli egyezmény ratifikálását szorgalmazó indítványának tárgysorozatba vételét . Az Igazságügyi Minisztérium közleménye szerint „[a] kormányzat elvégzi az ezzel kapcsolatos feladatait. Ezt a munkát a kifejezetten erre a célra – tehát az egyezmény ratifikálásához szükséges jogi, intézményi és pénzügyi vonatkozások felmérésére, koordinálására – létrehozott, a Nőkkel Szembeni Erőszakkal Foglalkozó Munkacsoport végzi. A tervek szerint pedig, amint a követelményeket teljesíteni tudják, tavasszal születhet döntés az ügyben.”
A ratifikáció fő akadálya, hogy Magyarország még több pontban nem teljesítette az egyezményben foglaltakat. Vagyis több jogszabályt, így a Büntető törvénykönyvet is módosítani kellene, intézményrendszereket kellene kialakítani. Az Európa Tanács bizottságának tanulmánya szerint nincs például törvényi garancia arra, hogy az ügyész a családon belüli erőszak és a szexuális erőszak mindegyik (ne csak a súlyosabb) formája esetén büntetőeljárást indíthasson. Két uniós tagállamból Magyarország az egyik, ahol a rendőrök nem kapnak külön rendszeres szakmai képzést, hogyan lépjenek fel a nők ellen irányuló erőszak esetén, miként avatkozzanak be ilyen esetekben, vagy milyen módon akadályozzák meg az erőszakot. Uniós tagállamként egyedüliként Magyarországon nem foglalkozik professzionális szakértők által bonyolított intervenciós program az erőszakot elkövető férfiakkal. Nincs olyan intézményrendszer sem, amely segítséget nyújtana az erőszakot elszenvedett nőknek.
Varga Judit, volt igazságügyi miniszter saját véleménye szerint Magyarország továbbra sem akar az egyezményhez csatlakozni, mert a kormány úgymond „fellép a családon belüli erőszak ellen.”
Az európai uniós gyakorlat nem működtet külön intervenciós programot családon belüli erőszakot elkövető nők számára, mert a családon belüli erőszakot elkövetők, ahogyan általában a fizikai erőszakot elkövetők, túlnyomórészt férfiak.
2020. május 5-én az Országgyűlés 115 igen, 35 nem, és 3 tartózkodás mellett elfogadta Vejkey Imre, Juhász Hajnalka, Nacsa Lőrinc és Hollik István KDNP-s képviselők az Isztambuli egyezményhez való csatlakozás elutasítását célzó indítványát.

## Főbb rendelkezések
Az isztambuli egyezmény az első jogilag kötelező erejű eszköz, ami „a nők elleni erőszak leküzdésének átfogó megközelítését és szabályozását teremti meg”, és a családon belüli erőszak megakadályozására, az áldozatok védelmére és az elkövetőkkel szembeni büntető eljárásra összpontosít.
A nők elleni erőszakot az emberi jogok megsértéseként és a hátrányos megkülönböztetés egy formájaként jellemzi (3(a) cikkely). Az országoknak kellő gondossággal kell eljárniuk az erőszak megelőzésével, az áldozatok védelmével és az elkövetőkkel szembeni büntető eljárással kapcsolatban (5. cikkely). Az egyezmény továbbá tartalmazza a gender definícióját: az egyezmény tekintetében a társadalmi nemet a 3(c) cikkely úgy határozza meg, mint „azok a társadalmilag konstruált szerepek, viselkedésformák, tevékenységek és attribútumok, melyeket az adott társadalom megfelelőnek tekint a nők, illetve férfiak számára”. A szerződés továbbá nevesít számos, a nők elleni erőszak kategóriájába sorolandó cselekményt. Az egyezményt ratifikáló országoknak számos cselekményt kell büntethetővé tenniük, köztük a lelki erőszakot (33. cikkely); a zaklatást (34. cikkely); a fizikai erőszakot (35. cikkely); a szexuális erőszakot, beleértve az erőszakos közösülést, és határozottan kiterjesztve mindenféle, másik személlyel történő, nem konszenzuális, szexuális természetű cselekményre (36. cikkely); a kényszerházasságot (37. cikkely); a női nemi szervek megcsonkítását (38. cikkely); a kényszerabortuszt és a kényszersterilizálást (39. cikkely). Az egyezmény kimondja, hogy a szexuális zaklatás „büntetőjogi vagy egyéb jogi szankció” tárgyát kell képezze (40. cikkely). A 42. cikkelyben megjelennek az úgynevezett „becsület” nevében elkövetett gyilkosságok is.

## Szerkezete
Az egyezmény 81 cikkelyből áll, melyek 12 fejezetbe csoportosulnak. Struktúrája az Európa Tanács újabb egyezményeinek struktúráját követi. A jogi eszköz szerkezete a „négy P-n” alapul: Prevention (megelőzés), Protection and support of victims (az áldozatok védelme és támogatása), Prosecution of offenders (az elkövetőkkel szembeni büntetőeljárás) és Integrated Policies (integrált irányelvek). Minden terület egy sor konkrét intézkedést irányoz elő. Az Egyezmény kötelezettségeket határoz meg a nők elleni erőszakról való adatgyűjtéssel és ezzel kapcsolatos kutatásokkal kapcsolatban is (11. cikkely).
A preambulum felidézi Az emberi jogok európai egyezményét, az Európai Szociális Chartát, az emberkereskedelem elleni fellépésről szóló egyezményt, valamint az ENSZ nemzetközi emberi jogi egyezményeit és a  Egyesült Nemzetek és a Nemzetközi Büntetőbíróságot megalapító Római Statútumot is.
A második cikkelyben az egyezmény kimondja, hogy a rendelkezések békeidőben és fegyveres konfliktusokban egyaránt alkalmazandóak. A harmadik cikkely meghatároz néhány kulcsfogalmat:
- a „nők elleni erőszak”: „az emberi jogok megsértése és a nőkkel szembeni hátrányos megkülönböztetés egy formája, mely alatt értendő minden társadalmi nemen alapuló bántalom, ami a nőknek fizikai, szexuális, lelki (pszichológiai) vagy gazdasági ártalmat okoz vagy nagy valószínűséggel okozhat, ideértve az ilyen tettekkel való fenyegetést, a kényszerítést és az önkényes fogva tartást, történjen az nyilvánosan vagy a magánéletben;
- a „családon belüli erőszak”: „a fizikai, szexuális, lelki (pszichológiai) vagy gazdasági erőszak minden formája, mely a családon vagy háztartáson belül, illetve jelenlegi vagy volt házastársak vagy élettársak között valósul meg, tekintet nélkül arra, hogy az elkövető egy helyen lakik-e vagy lakott-e az áldozattal”;
- „gender” (társadalmi nem): „azok a társadalmilag megalkotott szerepek, viselkedésformák, tevékenységek és attribútumok, melyeket az adott társadalom megfelelőnek tekint a nők, illetve férfiak számára”;
- „nőkkel szembeni, társadalmi nemen alapuló erőszak (genderalapú erőszak)”: „az erőszak olyan formája, ami egy nő ellen – annak női mivolta miatt – irányul, vagy a nőket aránytalanul nagy mértékben sújtja.”

A negyedik cikkely megtiltja a hátrányos megkülönböztetés több típusát, kimondva: a feleknek anélkül kell megvalósítaniuk az egyezmény előírásait, különösen az áldozatok jogainak védelme tekintetében, hogy bármilyen fajta hátrányos megkülönböztetéssel élnének akár biológiai vagy társadalmi nem, rassz, bőrszín, nyelv, politikai vagy más jellegű vélemény, állampolgárság vagy társadalmi származás, nemzeti kisebbséghez való tartozás, tulajdon, születés, szexuális irányultság, nemi identitás, életkor, egészségi állapot, fogyatékosság, családi állapot, bevándorló-, menekültstátusz vagy egyéb állapot alapján.

## Az Isztambuli egyezmény hazai kritikája
Az Isztambuli egyezményben foglaltakkal szemben férfijogi szempontból a következő kritikák fogalmazódtak meg: Az egyezmény olyan feminista alapokra építkezik, amely a nőket általánosságban elnyomott áldozatként, míg a férfiakat elnyomóként, erőszakos bűnelkövetőként láttatja. Az egyezmény leszögezi, hogy a saját hatáskörben nők védelmére hozott intézkedések nem minősülnek diszkriminációnak, így számos ponton fiúkat és férfiakat megkülönböztető kitételeket is tartalmaz, ami sérti a jogegyenlőséghez és az egyenlő bánásmódhoz fűződő alapvető emberi jogokat. Az egyezmény nagy léptékű társadalmi intézkedéseket irányoz elő az erőszak női áldozatainak védelmére, tekintettel arra, amint ez az egyezmény preambulumában szerepel, hogy "a kapcsolati erőszak aránytalanul érinti a nőket". Bár az egyezmény preambuluma elismeri, hogy „...férfiak is a kapcsolati erőszak áldozatává válhatnak”, azonban a férfiak elleni erőszakkal szembeni fellépést legfeljebb csak „ösztönzi” az egyezmény, amíg a nők elleni erőszakkal szembeni fellépést kötelező állami feladatként deklarálja; tehát az egyezmény nyílt állami nemi diszkriminációra szólít fel.
A Férfihang Civil Társaság egy részletes állásfoglalásban adta közre az egyezménnyel szemben megfogalmazott kritikáját és a magyar férfijogi és apajogi érdekvédelmi szervezetekkel karöltve online petíciót indított az egyezmény elleni tiltakozás részeként, amelyet a miniszterelnöknek és a parlamenti pártok frakcióvezetőinek juttattak el. Ezzel egy időben "az életet, a családot és a szabadságot védő és támogató", ultrakonzervatív CitizenGO szintén online petíciót indított, amelyben az igazságügyi minisztert és a parlamenti pártok frakcióvezetőit szólították meg. A CitizenGo online petíciójában a "gender ideológia trójai falovának" titulálta az egyezményt, mivel az kötelező "nemi sztereotípiák elleni" nevelést irányoz elő a közoktatás minden szintjén. A kettő antifeminista szervezet petíciójának szándéka és szövege számos pontos egyezik, illetve átfedést mutat.
Az egyezmény előterjesztés tervezetének közreadásakor a közigazgatási egyeztetési eljárás keretein belül a Férfihang Civil Társaság állásfoglalást juttatott el az Országgyűléshez, amelyben tiltakoztak az egyezmény ratifikálása ellen. A közigazgatási egyeztetésre nyitva álló időszak zárónapjára polgári demonstrációt hirdettek meg a Parlament elé, ahol a megjelentek tiltakoztak az egyezmény nemi alapon diszkrimináló jellege ellen és egyenlő bánásmódot követeltek mindkét nem számára. A HVG a demonstráció helyszínén videóinterjúban szólaltatta meg a Férfihang Civil Társaság alelnökét és az Apák az Igazságért Egyesület elnökét és a tiltakozás más résztvevőit, akik a férfiak és apák fennálló jogi és társadalmi hátrányaira és az egyezmény elfogultságára figyelmeztettek.
Az egyezmény ellenzői az Országos Kriminológiai Intézet (OKRI) 2005-ös kutatására hívják fel a figyelmet, amely rámutat: “A családon belül elkövetett, kiemelkedően súlyos bűncselekmények körében (emberölés és kísérlete) öt áldozat közül három férfi – a férfi áldozatok aránya 65%. Kiskorú veszélyeztetésének áldozatává a fiúk kétszer gyakrabban válnak, mint a lányok (65%-35%), vagyis a gyermek sértettek kétharmada szintén fiú.”  Az ellenzők véleménye szerint elfogadhatatlan, hogy az egyezmény csak a nők védelméről rendelkezik, amíg a családon belüli erőszak más áldozatainak védelmét még csak nem is tűzte ki célul, holott bármilyen áldozatvédelemmel foglalkozó nemzetközi egyezménytől ez elvárható volna. Az ellenzők az általában diszkriminatív szemléleten belül a legsúlyosabb problémának azt gondolják, hogy az egyezmény még a gyermekek között is különbséget tesz, vagyis még az egyébként túlsúlyban lévő fiú áldozatok (65%) védelméről sem rendelkezik, ehelyett azt deklarálja, hogy csak a nők és a lánygyermekek az alanyai az egyezmény által elírt kötelező állami áldozatvédelmi intézkedéseknek.

## Fordítás
- Ez a szócikk részben vagy egészben a Convention on preventing and combating violence against women and domestic violence című angol Wikipédia-szócikk ezen változatának fordításán alapul.  Az eredeti cikk szerkesztőit annak laptörténete sorolja fel. Ez a jelzés csupán a megfogalmazás eredetét és a szerzői jogokat jelzi, nem szolgál a cikkben szereplő információk forrásmegjelöléseként.